# Galen Behr
Galen Behr (Rotterdam, 19 september 1986) is een Nederlands Trance-dj en producer. Enkele pseudoniemen van Galen Behr zijn Passiva en Ava Mea.
Galen Behr is bekend om zijn werken als "Time Will Tell" (2005), "Carabella" (2006) met Hydroid (Itay Steinberg), en "Till We Meet Again" (2006) met Robert Burns. Sinds zijn tiende levensjaar houdt Behr zich bezig met wat hij noemt "Energetic Light Music", Trancemuziek. Hij kwam hiermee in aanraking na een jaar te hebben gespeeld op een viool. De muziekstijl van Galen Behr is het best te herkennen door de melodieuze en vrolijke klanken en door de opzwepende trancy beats. Hierdoor hebben DJ's als Tiësto, Armin van Buuren en Ferry Corsten lucht gekregen van Galen Behr en zijn platen, en werden deze opgepikt en veelvuldig gebruikt in hun playlists.